# Осазе Тафарі Де Розаріо
Осазе Тафарі Де Розаріо (англ. Osaze Tafari De Rosario; нар. 19 липня 2001, Канада) — канадський та американський футболіст, нападник.

## Життєпис
Вихованець молодіжних академій «Торонто» та «Нью-Йорк Сіті». У 2018 році виступав за «Торонто III» у Лізі 1 Онтаріо, третьому дивізіоні канадського чемпіонату. Наприкінці 2020 року залишив «Нью-Йорк Сіті», а на початку 2021 року відправився на перегляд до іспанського клубу «Луго».
Після перегляду, у вересні 2021 року, підписав 3-річний контракт з «Рухом», у складі якого почав виступати в юнацькому чемпіонаті України. У футболці першої команду львівського клубу дебютував 24 жовтня 2021 року в нічийному (2:2) домашньому поєдинку 12-го туру Прем'єр-ліги України проти «Минаю». Осазе вийшов на поле в стартовому складі, а на 46-ій хвилині його замінив Данило Кондраков.

## Особисте життя
Син колишнього гравця національної збірної Канади Двейна Де Розаріо